# The Races of Europe (Coon)
The Races of Europe è una popolare opera di antropologia fisica dell'antropologo statunitense Carleton S. Coon. È stata pubblicata nel 1939 da Macmillan.

## Descrizione
Nel 1933, Coon, antropologo di Harvard, fu invitato a scrivere una nuova edizione di The Races of Europe, pubblicata da William Z. Ripley nel 1899. Coon riscrisse completamente l'opera evitando esplicitamente di trattare di argomenti quali gruppi sanguigni o della correlazione fra razza e intelligenza, argomento di cui nel 1962 dichiarò di non saperne quasi nulla al tempo.
In The Races of Europe, Coon classifica i Caucasici espandendo il sistema tripartito Mediterranei-Alpini-Nordici di Ripley e introducendo nuove tipologie fisiche, che prendono il nome da regioni geografiche o siti archeologici, quali: Brünn, Borreby, Ladogan, East Baltic, Neo-Danubian, Lappish, Atlanto-Mediterranean, Iranid, Hallstatt, Keltic, Tronder, Dinaric, Noric and Armenoid.
Le conclusioni principali a cui Coon giunge nel libro sono:
- La razza caucasica ha una doppia origine e consiste di tipologie paleolitiche (ibridazioni di Homo sapiens e Neanderthal) e tipologie mediterranee (esclusivamente Homo sapiens).
- Le tipologie paleolitiche sono indigene dell'Europa mentre quelle mediterranee si stanziarono sul continente nel neolitico.
- L'attuale composizione razziale dell'Europa può essere descritta come una miscela fra tipologie paleolitiche e mediterranee.
- Quando le tipologie paleolitiche e mediterranee si ibridano tra loro danno origine a tipologie dinaricizzate (razza dinarica)
- La razza nordica è una variante depigmentata della razza mediterranea.
- La razza caucasica occupa non solo l'Europa ma anche gran parte del Medioriente, del nord Africa, l'Asia meridionale e il corno d'Africa[2].